# Идринский сельсовет
Идринский сельсовет - сельское поселение в Идринском районе Красноярского края.
Административный центр - село Идринское.

## Население
| 2010 | 2012  | 2013  | 2014  | 2015  | 2016  | 2017  |
| ---- | ----- | ----- | ----- | ----- | ----- | ----- |
| 5370 | ↗5375 | ↘5367 | ↘5337 | ↗5352 | ↘5320 | ↘5244 |

## Состав сельского поселения
В состав сельского поселения входят 3 населённых пункта:
| № | Населённый пункт | Тип населённого пункта       | Население |
| - | ---------------- | ---------------------------- | --------- |
| 1 | Восточный        | посёлок                      | 64        |
| 2 | Идринское        | село, административный центр | ↘5135     |
| 3 | Сибирь           | посёлок                      | 171       |

## Местное самоуправление
Идринский сельский Совет депутатов
Дата избрания: 14.03.2010. Срок полномочий: 5 лет. Количество депутатов: 10
Глава муниципального образования
- Славский Валерий Владимирович. Дата избрания: 14.03.2010. Срок полномочий: 5 лет